# Moriat
Moriat ist eine französische Gemeinde mit 388 Einwohnern (Stand: 1. Januar 2022) in der Region Auvergne-Rhône-Alpes im Département Puy-de-Dôme. Saint-Germain-Lembron gehört zum Arrondissement Issoire und zum Kanton Brassac-les-Mines (bis 2015: Kanton Saint-Germain-Lembron). Die Einwohner werden Morian(ne)s genannt.

## Geographie
Moriat liegt 15 Kilometer südlich von Issoire am Alagnon. Umgeben wird Moriat von den Nachbargemeinden Vichel im Norden, Charbonnier-les-Mines im Osten, Sainte-Florine im Osten und Südosten, Lempdes-sur-Allagnon im Süden, Chambezon im Süden und Südwesten sowie Saint-Gervazy im Westen.
Durch die Gemeinde führt die Autoroute A75.

## Bevölkerungsentwicklung
| Jahr                       | 1962 | 1968 | 1975 | 1982 | 1990 | 1999 | 2006 | 2012 |
| Einwohner                  | 340  | 317  | 329  | 320  | 312  | 339  | 354  | 377  |
| Quellen: Cassini und INSEE |      |      |      |      |      |      |      |      |

## Sehenswürdigkeiten
- Kirche Saint-Fiacre aus dem 11. Jahrhundert